# Manuel de Sequeira Coutinho
Manuel de Sequeira Coutinho (ur. 12 kwietnia 1640, zm. w 1722) – portugalski dyplomata.
Jego ojcem był António de Moura Coutinho (ur. 1640).
Jego żoną była Ângela de Almeida de Eça. Poślubił ją w Aveiro, 15 listopada 1663 roku.
Jego synem był urodzony w 1679 roku Manuel de Sequeira Coutinho de Almeida d' Eça.
W latach 1720–1722 Manuel de Sequeira Coutinho de Almeida był portugalskim rezydentem w Hadze.